# Arabie saoudite aux Jeux paralympiques d'été de 2016
L’Arabie saoudite participe aux Jeux paralympiques d'été de 2016 (du 7 au 18 septembre) à Rio de Janeiro. Le pays sera représenté par quatre athlètes, concourant aux épreuves d'athlétisme et de force athlétique. Comme lors des éditions précédentes des Jeux paralympiques, le royaume wahhabite est représenté uniquement par des athlètes masculins.

## Médaillés
| Médaille | Nom                | Sport      | Événement           |
| -------- | ------------------ | ---------- | ------------------- |
| Bronze   | Hani Alnakhli (en) | Athlétisme | Lancer du poids F33 |

## Athlètes engagés

### Athlétisme
Asaad Sharaheli prendra part au saut en longueur hommes dans la catégorie T20, pour athlètes ayant un handicap mental. Fahad Alganaidl concourra au 100 mètres hommes, catégorie T53 (en fauteuil roulant). Hani Alnakhli prendra part au lancer de poids hommes, catégorie F33 (en fauteuil roulant, handicap neurologique).

### Force athlétique
Mashal Alkhazai représentera le pays dans l'épreuve des plus de 107 kg.